# Hermann Wankel
Hermann Wankel (* 28. Dezember 1928 in Simonshofen; † 29. Mai 1997) war ein deutscher Klassischer Philologe.
Hermann Wankels Familie weist unter den Vorfahren Angehörige des höheren Bürgertums und des Klerus, Handwerksmeister und Pfarrer auf. Auf einem von Lucas Cranach gestalteten Altarbild in Colmberg findet sich eine Darstellung eines Vorfahren Wankels, das ihn gemeinsam mit Martin Luther und Philipp Melanchthon zeigt. Seine beiden Eltern waren Lehrer. Als 15-Jähriger zog er sich bei einem Ernteeinsatze während des Zweiten Weltkrieges eine chronische Knochenmarkvereiterung zu, die damals nur durch die künstliche Steiflegung des Hüftgelenkes zu versorgen war. Das sollte Wankel zeit seines Lebens behindern und chronisch schmerzen. Nach dem Abitur studierte er an der Philosophisch-Theologischen Hochschule Bamberg, der Friedrich-Alexander-Universität Erlangen-Nürnberg und der Julius-Maximilians-Universität Würzburg. In Würzburg bestand Wankel 1953 das Staatsexamen und ging zunächst von 1955 bis 1971 in den Schuldienst in Nordrhein-Westfalen. Während dieser Zeit arbeitete er an seiner Dissertation Kalos kai agathos, die Promotion erfolgte 1961 in Würzburg. Rudolf Kassel holte ihn 1971 als wissenschaftlichen Assistenten an die Freie Universität Berlin. 1974 habilitierte Wankel sich dort. 1976 ging er zunächst als Privatdozent an die Universität zu Köln und wurde später dort außerplanmäßiger Professor. 1981 wechselte er auf den Lehrstuhl an die Westfälische Wilhelms-Universität Münster. Dort war er Direktor des Instituts für Altertumskunde und 1984 Dekan seines Fachbereiches, 1991 wurde er emeritiert.
Wankels Hauptwerk ist ein 1376 Seiten umfassender Kommentar zur Kranzrede des Demosthenes, der 1976 veröffentlicht wurde. Es ist der umfassendste Kommentar zu diesem Werk, in dem jede Zeile des Werkes sorgfältig philologisch und historisch analysiert wird. Reinhold Merkelbach schätzte in einem Nachruf, dass Wankel dazu mehr als 4.000 Seiten griechischen Originaltext sowie 100.000 Seiten Sekundärliteratur gelesen hatte. Eine weitere bedeutende Leistung war die Herausgabe eines Bandes von Inschriften aus Ephesos.

## Schriften (Auswahl)
- Demosthenes, Rede für Ktesiphon über den Kranz, Heidelberg, Winter 1976, ISBN 3-533-02557-8 und ISBN 3-533-02558-6.
- Die Inschriften von Ephesos. Teil 1.a: Nr. 1 –47, Habelt, Bonn 1979, ISBN 3-7749-1635-7 (Inschriften griechischer Städte aus Kleinasien, Bd. 11).